# レディース・アンド・ジェントルメン (ELPのアルバム)
レディース・アンド・ジェントルメン(Welcome Back My Friends To The Show That Never Ends...Ladies and Gentlemen)は、エマーソン・レイク・アンド・パーマー（ELP）が1974年に発表したライブ・アルバム。

## 解説

### 意図
ELPの結成四周年を記念するアルバムで、「海賊盤対策」という特殊な事情でリリースされた『展覧会の絵』を別にすれば、初めての公式ライブ・アルバムである。

### 収録日
ELPは1973年11月に発表された前作『恐怖の頭脳改革』の発表に合わせて1973年11月から1974年にかけてワールド・ツアーを行った。本作の音源は、1974年2月10日に22,000人の聴衆を集めたアナハイム・コンベンション・センターで録音された。この録音の為に、ロサンジェルスのウォーリー・ハイダー・スタジオから、24トラックのモバイル録音ユニットと40入力を持つコンソールを含む機器とスタッフとが動員された。

### 内容
本作が発売された当時、グレッグ・レイクやカール・パーマーがインタビューで「ELPの現時点でのライブの全貌である」「アルバムを最初から順番に聴けば、ライブを全部聴いたのと同じ」という意味の発言をしているように、本作にはコンサートの本編が演奏順にそっくりそのまま収録されている。このワールド・ツアーは新作『恐怖の頭脳改革』を宣伝するためのもので、5曲の収録曲のうち「悪の教典#9」「聖地エルサレム」「トッカータ」「スティル…ユー・ターン・ミー・オン」の4曲が演奏されたが、その全てが本作に収録された。他には、「ラッキー・マン」や組曲「タルカス」など、この時点でELPのベスト・アルバムが編集されれば必ず選ばれたであろう代表曲が収録された。
レイクは組曲「タルカス」の「戦場」の最後に、キング・クリムゾンの「エピタフ」の一部分をほぼ無伴奏で披露。「ピアノ・インプロヴィゼイション」、「悪の教典♯9 第1印象」でのドラム・ソロなど、ライブの聴き所も収録されている。

### 題名
原題には、1974年4月18日に行われたウェンブリー・エンパイヤ・プールでのコンサートに於いて、司会者のピート・マーレイが使った紹介の言葉が使われている。この日は、ELPの1年半ぶりのイギリス・ツアーの初日であり、エンパイヤ・プールでは、この日を含めて4日連続でコンサートが行われた。
"Welcome back my friends to the show that never ends" は、『恐怖の頭脳改革』のLPのB面の冒頭に収録されていた「悪の教典♯9 第1印象パート2」の出だしの歌詞である。

### 編集
オリジナルLPは三枚組だった。28分近くに及ぶ組曲「タルカス」の冒頭の「噴火」から「戦場～エピタフ」までがB面に、残りの「アクアタルカス」がC面の冒頭に収録された。
CDは二枚組で、ディスク1がLPのA面からC面までの音源、ディスク２がD面からF面までの音源を、それぞれ収録した。組曲「タルカス」は、全編がディスク1にひとつながりで収録された。

## 収録曲

### オリジナルLP
A面
1. ホウダウン
2. 聖地エルサレム
3. トッカータ

B面
1. タルカス
  1. 噴火
  2. ストーンズ・オブ・イヤーズ
  3. アイコノクラスト
  4. ミサ聖祭
  5. マンティコア
  6. 戦場～エピタフ

C面
1. タルカス
  1. アクアタルカス
2. 石をとれ:スティル…ユー・ターン・ミー・オン～ラッキー・マン

D面
1. ピアノ・インプロヴィゼイション
2. 石をとれ
3. ジェレミー・ベンダー～シェリフ

E面
1. 悪の教典♯9 第1印象

F面
1. 悪の教典♯9 第2印象
2. 悪の教典♯9 第3印象

### CD
| #         | タイトル | 作詞・作曲 | 時間  |
| --------- | --- | --- | ----- |
| 1.        | 「ホウダウン Hoedown」 | Aaron Copland, arranged by Keith Emerson, Greg Lake, and Carl Palmer                                                                           | 4:27  |
| 2.        | 「聖地エルサレム Jerusalem」 | Sir Charles Hubert Hastings Parry, William Blake; arr. Emerson, Lake, and Palmer                                                               | 3:20  |
| 3.        | 「トッカータ Toccata」 | Alberto Ginastera; arr. Emerson | 7:21  |
| 4.        | 「タルカス Tarkus - 噴火 Eruption - ストーンズ・オブ・イヤーズ Stones of Years - アイコノクラスト Iconoclast - ミサ聖祭 Mass - マンティコア Manticore - 戦場～エピタフ Battlefield~Epitaph - アクアタルカス Aquatarkus」 | - Emerson - Emerson, Lake - Emerson - Emerson, Lake - Emerson - Lake~Lake, Robert Fripp, Ian McDonald, Michael Giles, Peter Sinfield - Emerson | 27:24 |
| 5.        | 「石をとれ:スティル…ユー・ターン・ミー・オン～ラッキー・マン Take a Pebble including Still...You Turn Me On / Lucky Man」                                                                                                | Lake | 11:06 |
| 合計時間: | 合計時間: | 合計時間: | 53:38 |

| #         | タイトル | 作詞・作曲                                          | 時間  |
| --------- | --- | --------------------------------------------------- | ----- |
| 1.        | 「ピアノ・インプロヴィゼイション Piano Improvisations Including Friedrich Gulda's 'Fugue' And Joe Sullivan's 'Little Rock Getaway'」 | Emerson                                             | 11:54 |
| 2.        | 「石をとれ Take a Pebble (Conclusion)」                                                                                              | Lake                                                | 3:14  |
| 3.        | 「ジェレミー・ベンダー～シェリフ Jeremy Bender / The Sheriff」                                                                       | Emerson, Lake                                       | 5:26  |
| 4.        | 「悪の教典♯9 Karn Evil #9 - 第1印象 1st Impression - 第2印象 2nd Impression - 第3印象 3rd Impression」                               | - Emerson, Lake - Emerson - Emerson, Lake, Sinfield | 35:21 |
| 合計時間: | 合計時間: | 合計時間:                                           | 55:55 |

## チャート
イギリスでは最高5位、アメリカでは最高4位まで上昇した。それまでアメリカでの最高位は『トリロジー』の5位であった。従って本作は発売時にアメリカで最も順位が高かったELPのアルバムという事になる。